# 21650 Tilgner
21650 Tilgner (1999 OB1) là một tiểu hành tinh vành đai chính được phát hiện ngày 17 tháng 7 năm 1999 bởi S. Sposetti ở Gnosca.